# Monica Lewinsky
Monica Samille Lewinsky (født 23. juli 1973 i San Francisco) er en amerikansk kvinde, som mest er kendt for at have haft en affære med præsident Bill Clinton, mens hun i en periode fra 1995-1996 arbejdede som praktikant i Det Hvide Hus. Da affæren og de medfølgende skandaler blev offentligt kendt og betegnet som Lewinsky-skandalen eller Monicagate, fik det en drastisk, negativ indflydelse på Clintons anden præsidentperiode. Affæren resulterende til sidst i en rigsretssag mod ham, hvor han dog blev frikendt.

## Baggrund
Lewinskys far, Bernard Lewinsky (f. 1943), var indvandrer fra El Salvador. Hans familie var tyske jøder på flugt fra Nazi-Tyskland i 1930'erne. Monica Lewinsky voksede op i Beverly Hills, hvor hendes far var læge.
Hendes forældre skilte sig i 1988. Hun blev opdraget i jødisk tro og tog en eksamen i psykologi i 1995.

## Monicagate
Lewinsky var 22 år, da hun begyndte som ubetalt assistent ved Det Hvide Hus. Snart begyndte hun og præsident Bill Clinton at flirte med hinanden. En dag udbrød hun: "Jeg er forelsket i dig." ("I have a crush on you.") Clinton svarede med at invitere hende ind på sit kontor. Efter en tid bemærkede personalet, hvor megen tid den unge pige tilbragte i bygningens vestfløj, også i weekends, så den personalansvarlige fik hende overført til Pentagon, hvor hun mødte Linda Tripp. Tripp fik pigen til at betro sig til hende i telefonsamtaler, som Tripp tog op og udleverede til FBI. 16. januar 1998 aftalte Linda Tripp et møde med Lewinsky på en café i Washington D.C., hvor Lewinsky i stedet blev pågrebet af to FBI-agenter og trukket med til afhør. Hun brast i gråd, da hun forstod, hvordan Tripp havde forrådt hende. Clinton var allerede under efterforskning i sagen med Paula Jones, der havde anmeldt ham for seksuel trakassering. Agenterne konfronterede nu Lewinsky med, at hun havde fortalt Tripp, at hendes mor, Marcia Lewis, havde bedt hende om at lyve, hvis hun i tilknytning til Paula Jones-sagen blev pålagt at forklare sig om sit forhold til præsidenten. Med den udtalelse havde Lewinsky udsat sin mor for at blive retsforfulgt for opfordring til falsk forklaring; men Kenneth Starrs advokater forsikrede Lewinsky om, at det ville de se gennem fingrene med, hvis blot Lewinsky ville samarbejde. Lewinsky ville ikke tage den beslutning uden først at tale med sin mor. Marcia Lewis tog toget til Washington, og mor og datter fik lov til at tale alene sammen. De skændtes, og Starrs team frygtede for, at Lewinsky kom til at bryde sammen. Fru Lewis besluttede at ringe til sin eks-mand, lægen Bernard Lewinsky, der tilrådede, at hans datter fik en advokat, før nogen aftale blev indgået. Familievennen William Ginsburg blev ringet op, og var meget betænkt ved sagen, men tog den alligevel, og udtalte sig senere stærkt kritisk om det pres, Lewinsky var blevet udsat for. 
Clinton kaldte Lewinsky en løgner, og benægtede offentligt, at han havde haft et seksuelt forhold til "den kvinde". Lewinsky blev tvunget til at forklare sig under ed. Den 3.000 sider lange Starr-rapport indeholdt alle detaljer i de ni seksuelle møder mellem Lewinsky og præsident Clinton, og blev lagt ud i fuld offentlighed. 
"Hun befinder sig midt en storm, der involverer de sandsynligvis tre mægtigste mænd i USA - præsidenten, Vernon Jordan og anklageren Kenneth Starr," sagde hendes advokat William Ginsburg, til CNN. "Hun er knust." 

## "Verdens mest ydmygede person"
Lewinsky oplevede sig selv som verdens mest ydmygede person,  og har efter mange års tavshed trådt frem som respekteret talskvinde mod digital mobning og medlem af Bystander Revolution,  en bevægelse mod digital mobning. Hendes tale om sine oplevelser bruges nu i amerikansk skoleundervisning på lig linje med Nathaniel Hawthornes The Scarlet Letter. I sin atten minutter lange tale, kaldt Skammens pris, fortalte Lewinsky, at "der er ikke en dag, hvor jeg ikke bliver mindet om mit fejlgreb, og jeg fortryder dybt det fejlgreb." 
Hun har fortalt, hvordan hun "over natten gik fra at være en privatperson til at blive latterliggjort offentligt, verden over." Komikeren Jay Leno gjorde grin af hende i sit talkshow: "Monica Lewinsky har fået den vægt tilbage, hun tabte i fjor. Hun vurderer at få kæben syet i, men næh, hun vil ikke opgive sit sexliv." Heller ikke feministerne tog hende i forsvar som en ung sårbar kvinde, der var blevet udnyttet af en af verdens mægtigste mænd. I februar 1998, da Nancy Friday blev spurgt af New York Observer, hvad der skulle blive af Lewinsky, svarede hun sarkastisk: "Hun kan jo leje sin mund ud." Lewinsky siger i interview med Guardian: "Skammen klæber ved, som tjære." 